# P3 (inchiesta)
P3 è stata un'inchiesta giudiziaria condotta dalla Procura della Repubblica di Roma su una presunta associazione segreta e così denominata dalla stampa, in riferimento alla loggia P2 di Licio Gelli.
Secondo la procura la presunta associazione sarebbe finalizzata al pilotaggio di appalti, sentenze e al dossieraggio. Nel registro degli indagati stilato dalla procura figurano l'ex-coordinatore del PdL Denis Verdini, il senatore Marcello Dell'Utri, il sottosegretario alla Giustizia Giacomo Caliendo, il presidente della Regione Sardegna Ugo Cappellacci, il coordinatore del PdL in Campania Nicola Cosentino, il faccendiere Flavio Carboni, l'imprenditore Arcangelo Martino e il magistrato tributarista Pasquale Lombardi. Questi ultimi tre, arrestati l'8 luglio 2010, vengono considerati i vertici dell'organizzazione.

## Storia
Nel maggio 2010, il faccendiere sardo Flavio Carboni, già imputato durante il processo Calvi, viene indagato per concorso in corruzione, nell'ambito di un'inchiesta sugli appalti per l'energia eolica in Sardegna, insieme ad alcuni personaggi di spicco della politica locale e nazionale. Secondo gli investigatori Carboni avrebbe influenzato decisioni riguardanti il settore delle energie rinnovabili, arrivando a indicare la nomina del presidente dell'Agenzia regionale per la protezione ambientale, Ignazio Farris, anch'egli indagato. Dalle indagini emersero diversi incontri tra gli indagati, alcuni dei quali, secondo lo stesso Carboni, alla presenza del senatore Marcello Dell'Utri. Ulteriori sviluppi hanno in seguito portato i magistrati inquirenti a ipotizzare i reati di riciclaggio e associazione per delinquere, in relazione alla scoperta di consistenti fondi (circa cinque milioni di euro) provenienti da aziende collegate alla criminalità organizzata.
L'8 luglio 2010 Carboni, Martino e Lombardi vengono arrestati. Il gip giustifica l'ordinanza affermando che la sfera di influenza di Carboni non agiva solamente con iniziative volte a realizzare impianti di produzione di energia eolica in Sardegna, ottenendo la nomina di persone a lui gradite e in contatto con Cappellacci e Verdini. Sempre secondo il gip, infatti, Carboni avrebbe più volte, coadiuvato da Arcangelo Martino e dall'ex componente di commissioni tributarie Pasquale Lombardi, provato a entrare nell'attività delle istituzioni, anche per quanto riguarda le decisioni giudiziarie. Nel settembre 2009 Carboni avrebbe fatto pressioni sui giudici della Corte Costituzionale per essere a conoscenza in anticipo dell'esito della sentenza sul Lodo Alfano, legge che prevedeva la sospensione del processo penale nei confronti delle alte cariche dello Stato, tra le quali il Presidente del Consiglio Silvio Berlusconi. Carboni, a questo fine, avrebbe dato vita, nel marzo 2010, a riunioni private con Verdini, Dell'Utri, il sottosegretario alla Giustizia, Giacomo Caliendo e i magistrati Antonio Martone e Arcibaldo Miller. Carboni avrebbe agito per sostenere la riammissione della lista del Pdl del candidato di centrodestra per le elezioni regionali del 2010 e presidente della regione Lombardia Roberto Formigoni presso il TAR e, sempre per quanto riguarda le elezioni regionali italiane del 2010, tentando di supportare Nicola Cosentino come candidato presidente della Campania, screditando allo stesso tempo l'altro possibile candidato, divenuto poi Presidente della Regione, Stefano Caldoro, attraverso la realizzazione di dossier su presunte frequentazioni di transessuali da parte dello stesso presidente della regione. Gli accusati sono sospettati anche di aver favorito la promozione a presidente della Corte d'appello di Milano del pm Alfonso Marra.
Nell'agosto 2011 la Procura delle Repubblica di Roma annunciò di aver chiuso l'inchiesta. Risultavano indagati, oltre a Flavio Carboni, Arcangelo Martino e Pasquale Lombardi, anche Denis Verdini, Marcello Dell'Utri, Ugo Cappellacci, Giacomo Caliendo e Nicola Cosentino.

## Processo
Il 16 marzo 2018 arrivano le sentenze di primo grado: 6 anni e 6 mesi per Carboni, 10 mesi per diffamazione e violenza privata nei confronti di Caldoro per l’ex sottosegretario Cosentino e l'ex assessore regionale Sica, 2 anni per abuso d'ufficio all'ex Presidente della Cassazione Carbone, 1 anno e 10 mesi per corruzione per l’ex presidente Arpa Sardegna Farris e per il presidente del consorzio Tea Cossu, assoluzioni per Verdini (condannato solo per finanziamento illecito), Massimo Parisi e per il direttore Unicredit di Iglesias Porcu, prescrizione per Cappellacci mentre l’ex giudice tributarista Lombardi è deceduto la settimana prima (la Procura aveva chiesto 8 anni) e per Dell'Utri il procedimento è stralciato (verrà poi prescritto l’anno seguente).

## Ricostituzione
Il 15 dicembre 2019, ad Arezzo, si è formalmente ricostituita la "Nuova Loggia Propaganda Massonica 3", presieduta dal generale dell'esercito romeno Bartolomeu Constantin Savoiu, già membro della Grande Loggia Nazionale Romena e iniziato al massimo grado del rito.
Nome, sede dell'atto costitutivo e la direzione spirituale dell'erede testamentario massonicamente designato da Gelli nel 2015 richiamano apertamente una continuità storica e operativa con la loggia P2 e la precedente Propaganda, alla quale i piduisti come lo stesso ragioniere aretino dichiaravano di ispirarsi.

Dieci anni prima, Gelli aveva sconfessato il primo tentativo di ripristinare la Loggia, definendolo come un sodalizio fra affaristi.
Per la prima volta nella storia italiana del dopoguerra, un generale di un esercito regolare estero, membro di vertice di una loggia massonica regolare estera, è il successore al vertice dell'erede di una delle società segrete eversive dell'ordinamento costituzionale più influenti a partire dagli anni '70-'80.